# Bahai-terminologie
Bahai betekent letterlijk "van bahá" en bahá is Arabisch voor licht, glorie of heerlijkheid en staat voor Bahá'u'lláh, de Heerlijkheid Gods of de Glorie van God. De term bahai wordt als zelfstandig naamwoord gebruikt voor een volgeling van Bahá'u'lláh en wordt ook gebruikt in samenstellingen als bahai-geloof, bahai-literatuur of bahai-gemeenschap.
Bahaïsme betekent zoveel als "naar de leer van Bahá'" en verwijst aldus naar afgeleide vormen van "het geloof van Bahá'" en naar alles wat zich daaromheen heeft gevormd. Bahá'u'lláh heeft echter een krachtig verbond gesloten met zijn volgelingen en afsplitsingen en interpretaties verboden. Dit heeft een grote eenheid onder bahai-gelovigen tot gevolg en een gemeenschap die zich voor haar leiding sterk richt op de oorspronkelijke geschriften en de voorzieningen in het verbond. Alle overige boeken, studies en geschriften geven uitsluitend de persoonlijke visie van de auteur weer. Binnen de bahai-gemeenschap is het gebruik van de term bahaïsme dan ook onbekend. Buiten de bahai-gemeenschap wordt ook vaak gesproken over "de bahai" voor het bahai-geloof.
Sinds een studie in de eerste helft van de jaren negentig van de 20e eeuw naar het juiste gebruik van de term bahá'í binnen de Nederlandse taal werd ervoor gekozen om bahá'í te schrijven met een kleine letter en een verbindingsstreepje te gebruiken in samenstellingen. Bahá'í-geloof met een hoofdletter B werd vanaf toen alleen nog gebruikt voor de geïnstitutionaliseerde vorm. Voor die tijd werd analoog aan het Engels "Bahá'í" altijd met een hoofdletter geschreven en los van het woord dat erop volgde.
In 1995 verscheen "bahaigeloof, het" voor het eerst in de Woordenlijst Nederlandse taal. In de dertiende druk van de Van Dale verschenen in die tijd de termen "bahai" en "bahaïsme". Opvallend is dat bahai een religie wordt genoemd en bij het bahaïsme wordt verwezen naar een sekte. Voor een sekte (afsplitsing, deel van..., interpretatie) zou de term bahaïsme correct zijn. Bij een sekte gaat het veelal om een herinterpretatie van (een deel van) de leer. In dr. Udo Schaefers Sekte of openbaringsreligie wordt gesproken over het bahá'í-geloof.